# Boa Vista do Sul
Boa Vista do Sul egy község (município) Brazíliában, Rio Grande do Sul államban. 2021-ben népességét 2773 főre becsülték. Boa Vista do Sul a következő községekkel határos: Barão, Carlos Barbosa, Coronel Pilar, Garibaldi, Imigrante, Poço das Antas, Teutônia, Westfália.

## Története
A környéken olasz bevándorlók telepedtek le és alapítottak településeket a 19. században. A későbbi Boa Vista do Sul területét (melyet a Boa Vista, azaz Szép kilátás nevű patakról neveztek el) a 19. század végén kezdték benépesíteni; lakosai mezőgazdasággal foglalkoztak. 1905-ben már kovácsműhely, sajtkészítő üzem, kereskedés és fogadó működött itt.
1960-ban Garibaldi község kerületévé nyilvánították Vinte e Sete da Boa Vista néven. 1995-ben kivált belőle, és Garibaldi és Barão egyes részeit magába foglalva független községgé alakult Boa Vista do Sul néven.

## Leírása
526 méteres magasságban helyezkedik el, területe 94,4 km2. Székhelye Boa Vista do Sul, további kerületei nincsenek.

## Népesség
A település népességének változása:
| Lakosok száma | 2840 | 2776 | 2778 | 2773 | 2779 |
|               | 2000 | 2010 | 2020 | 2021 | 2022 |